# はまぐりプラザ
はまぐりプラザは、三重県桑名市赤須賀にある複合施設。条例上の正式名称は、桑名市城東地区複合施設（くわなし じょうとうちく ふくごうしせつ）。展示室・公民館・漁業協同組合の機能を持ち、食堂も併設する。施設の設計は内藤廣が手掛け、第42回中部建築賞一般部門で入選した。

## 施設
桑名市の漁業を活かした交流活動や、地産地消を推進する拠点として利用されている。

### 食堂はまかぜ
はまかぜは、はまぐりプラザの2階にある食堂で、運営者はまちづくりを手掛けるNPOで、はまぐりプラザのすぐそばにある港で水揚げされたハマグリなどを漁協から直接仕入れて料理を提供する。このため、比較的安価にハマグリ料理を提供することができる。桑名で獲れるハマグリはヤマトハマグリで、九十九里浜などで獲れるチョウセンハマグリとは種類が異なる。
一般的な家庭料理ではあまり見かけない、ハマグリのフライなどのメニューがあり、焼きハマグリは、卓上コンロで客が自ら調理する。（ホイル焼きにして食す。）なお、メニューに標準価格は設定しているがハマグリの相場により値段が変わることがあり、焼きはまぐり定食は事前予約を要する。はまぐり料理以外にも、シジミ汁やアサリの炊き込みご飯、日替わりメニューなどを提供する。季節限定メニューとして、2011年（平成23年）から毎年、1月から3月にかけて、赤須賀で水揚げされたシラウオを卵でとじた「しらうお丼」を提供する。
営業は昼食時間帯のみである。地元住民のほか、三重県外からの観光客も訪れる。

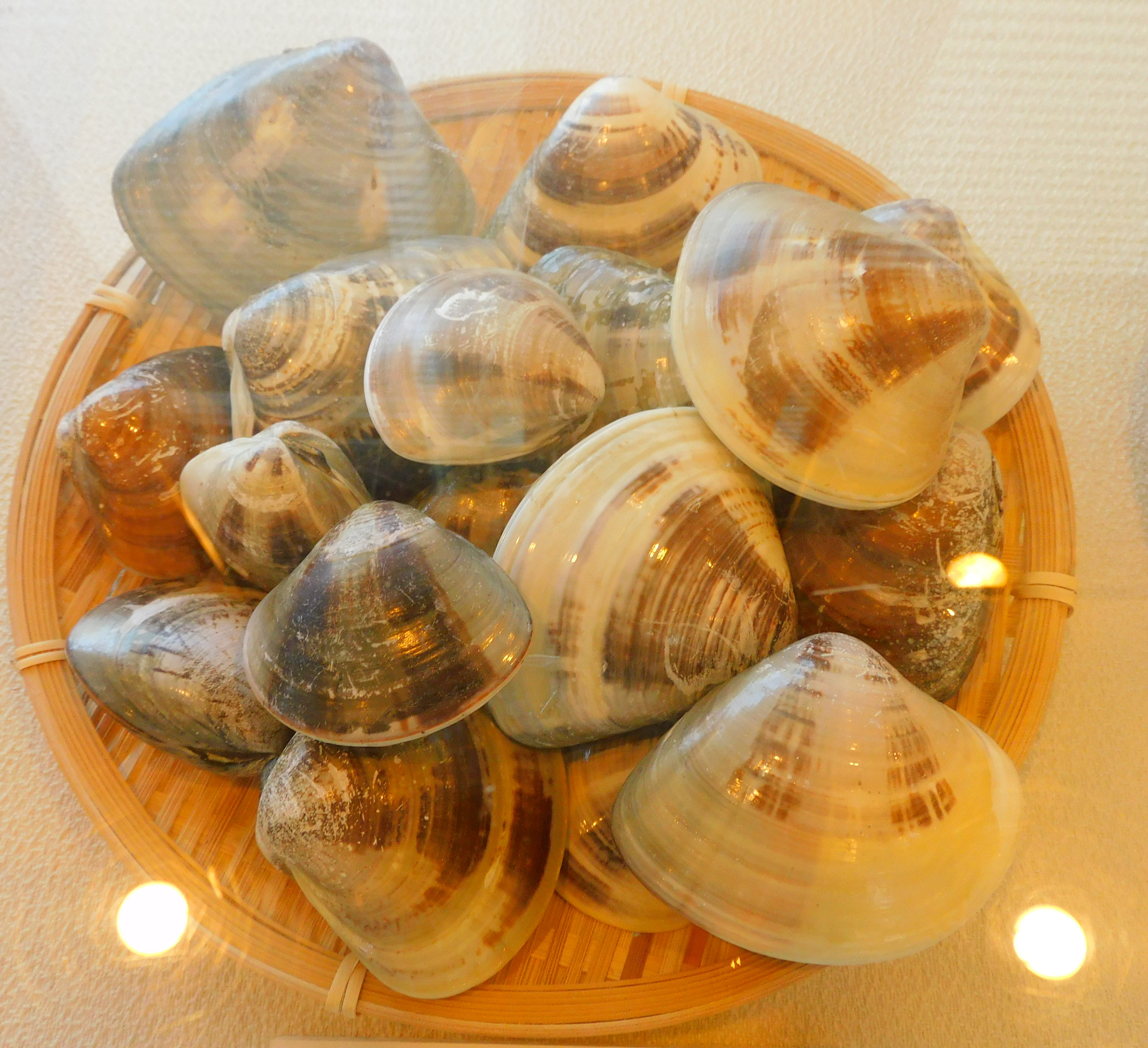
桑名のハマグリ（漁業交流センター展示品）

### 桑名市漁業交流センター
漁業振興・市民の教養向上と健康増進を目的とした施設で、桑名市の漁業の歴史や文化について展示紹介している。古い漁具や延縄漁船の模型のほか、桑名市のハマグリ漁についても取り上げている。桑名市のハマグリは1960年代には年間3,000トンの漁獲があったが、干潟の消滅や乱獲の影響で1995年（平成7年）に0.8トンまで落ち込み、種苗生産・稚貝放流を通して2010年（平成22年）に200トンまで回復したという歴史があり、パネル展示などで知ることができる。入館は無料で、自由に見学することができ、予約すれば解説を受けることができる。
上記の展示室のほか、調理室・会議室・事務室を持ち、床面積は713.09 m2である。なお、上記の食堂はまかぜは、桑名市漁業交流センターの一部であり、指定管理者の自主事業として運営している。

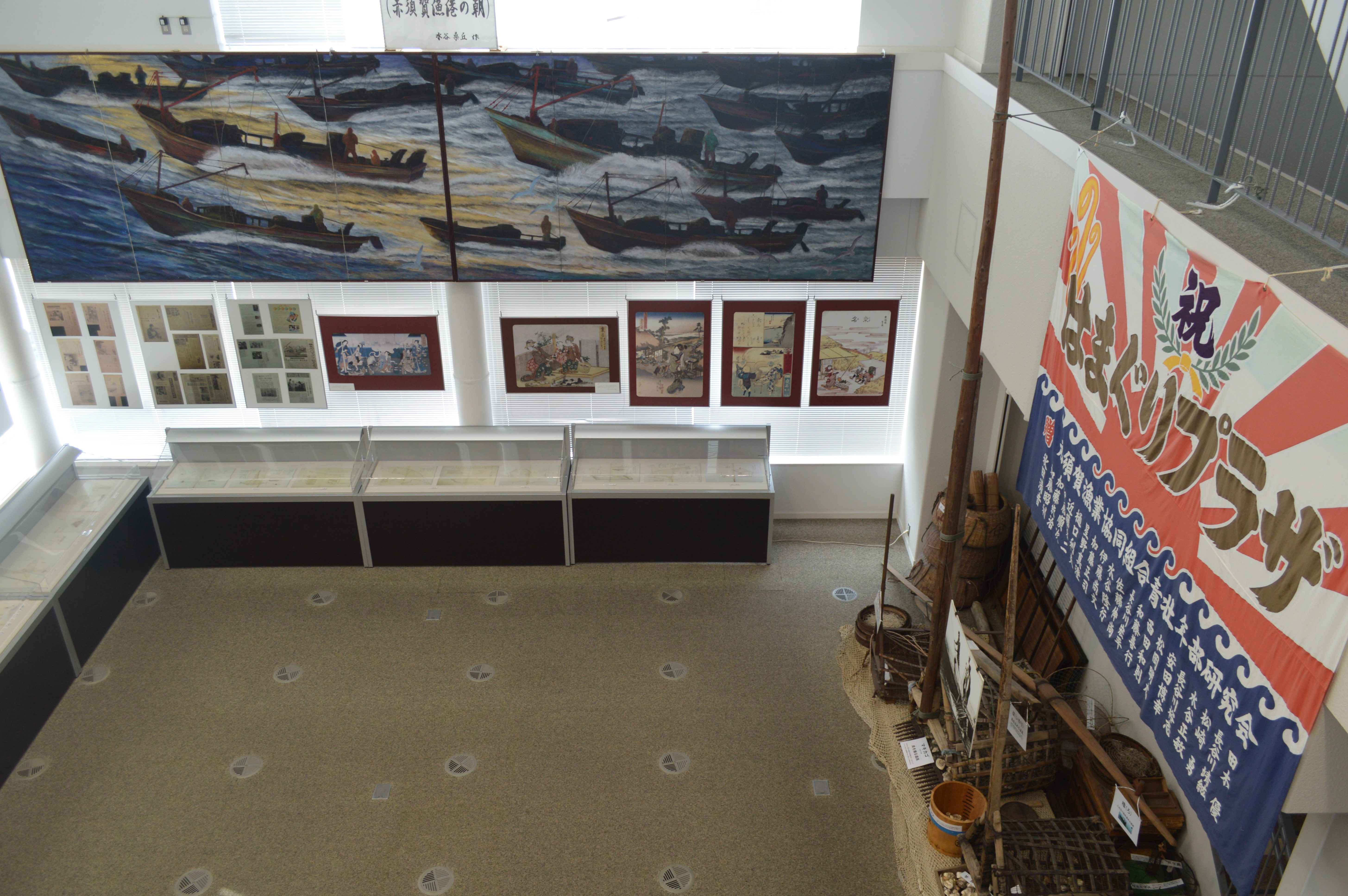
展示室の内部
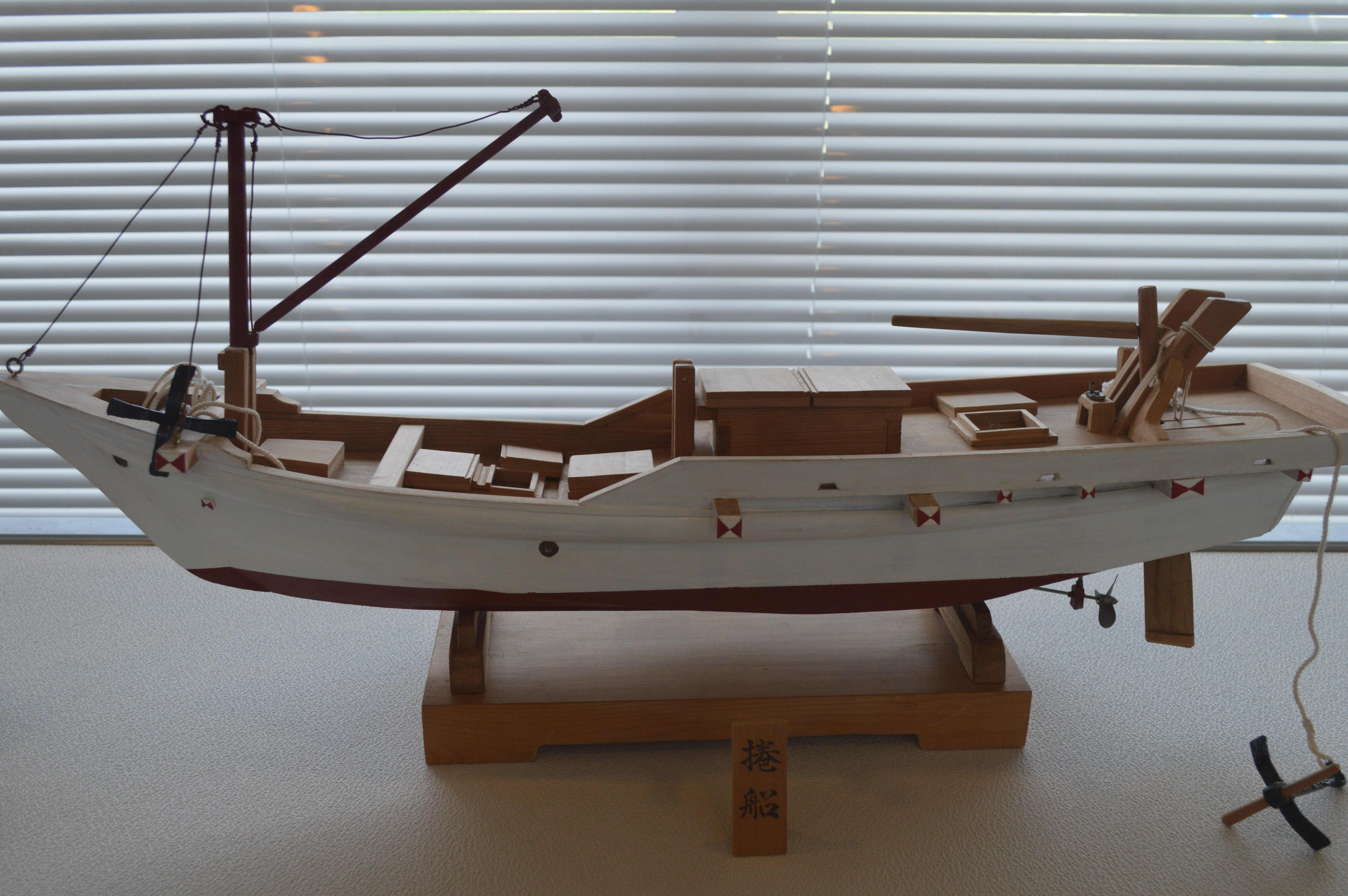
漁船の模型

### 桑名市城東まちづくり拠点施設
桑名市が設置する、まちづくり拠点施設とは、「地域住民による交流及びまちづくり活動の場を提供し、市民の教養及び生活文化の向上並びに福祉の増進を図り、地域の活性化に寄与するために設置された施設」と定義づけられており、言い換えれば公民館である。住民向けの趣味の講座が開かれたり、サークル活動の場として活用されたりする。大研修室・小学習室・和室・図書コーナー・事務室を有し、床面積は504.63 m2である。漁業交流センターとまちづくり拠点施設は同じ指定管理者が管理運営するため、互いの設備を融通し合いながら利用している。

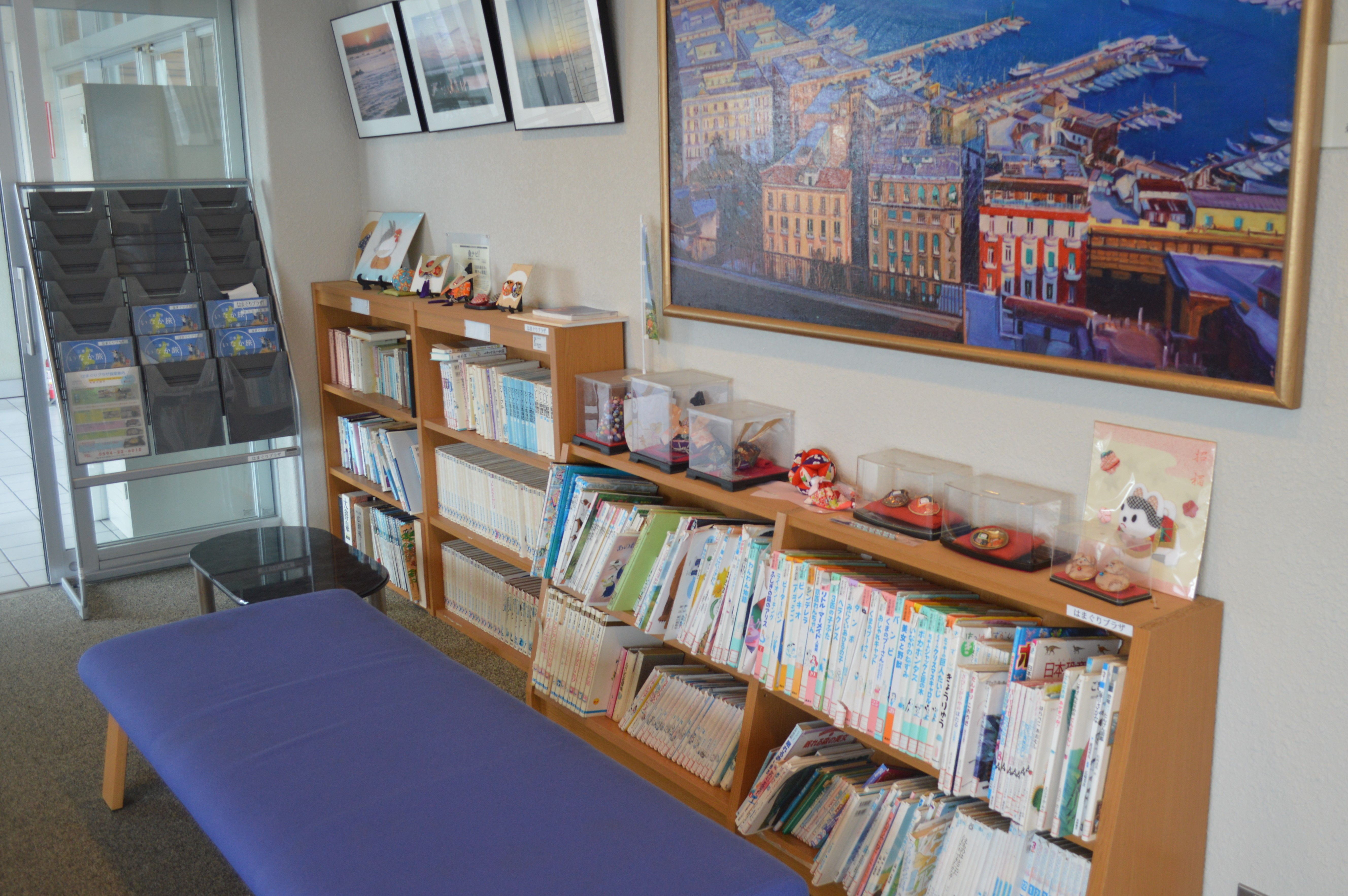
図書コーナー

### 赤須賀漁業協同組合
赤須賀漁業協同組合（あかすかぎょぎょうきょうどうくみあい）は、はまぐりプラザに事務所を置く漁業協同組合（漁協）。事務所の面積は216.64 m2である。2023年（令和5年）現在、98人の組合員を有し、専業の漁業者が多い。1949年（昭和24年）10月31日に設立され、三重県内で漁協の広域合併や解散が相次ぐ中でも独立を保っている。
主な魚種・漁法は、シジミ・アサリ・ハマグリを獲る底引網漁で、2012年（平成24年）度の漁協管内の生産金額の9割を貝類が占めている。ほかにノリ養殖業とシラウオの船引網漁がある。最も重要な漁獲資源はハマグリであり、1976年（昭和51年）に青壮年部研究会を立ち上げて種苗生産や放流を行ってきた。また、ハマグリの1人当たりの漁獲量や出漁日の規制により、資源保護に取り組み、密漁防止のためにパトロールもする。ハマグリ資源の回復により、赤須賀に戻って漁師になる人が増加している。
子供の漁業への関心を高めるために社会科見学を受け入れ、干潟見学会などを実施する。また、世代を問わない漁業まつりを企画し、赤須賀産のシジミ・ハマグリ即売会やシジミ漁を船で見学する会を開いているほか、ハマグリの魅力を伝えるために新たなハマグリ料理として「ハマグリフライ丼」を考案し、はまかぜのメニューにも加えた。

## 歴史
揖斐川・長良川の堤防工事、より詳細には揖斐川右岸高潮防潮堤と赤須賀水門の改修工事により、城東公民館と赤須賀漁協事務所の移転が必要になったため、それぞれを建て直すのではなく、複合施設として建設することが計画された。建物は2010年（平成22年）3月15日に完成し、同年5月に開館した。
2019年（平成31年）2月2日放送のTBSチャンネル1の番組『旅こぎ〜自転車女子の列島ツーリング』で、鈴木聖奈・秋元才加・平川彩佳がはまぐりプラザを訪れ、はまぐり料理を賞味した。
2023年（令和5年）3月、赤須賀神明社が発行した赤須賀村と桑名町の合併から100年の記念誌100部がはまぐりプラザに置かれ、希望者に無料配布された。

## 建築

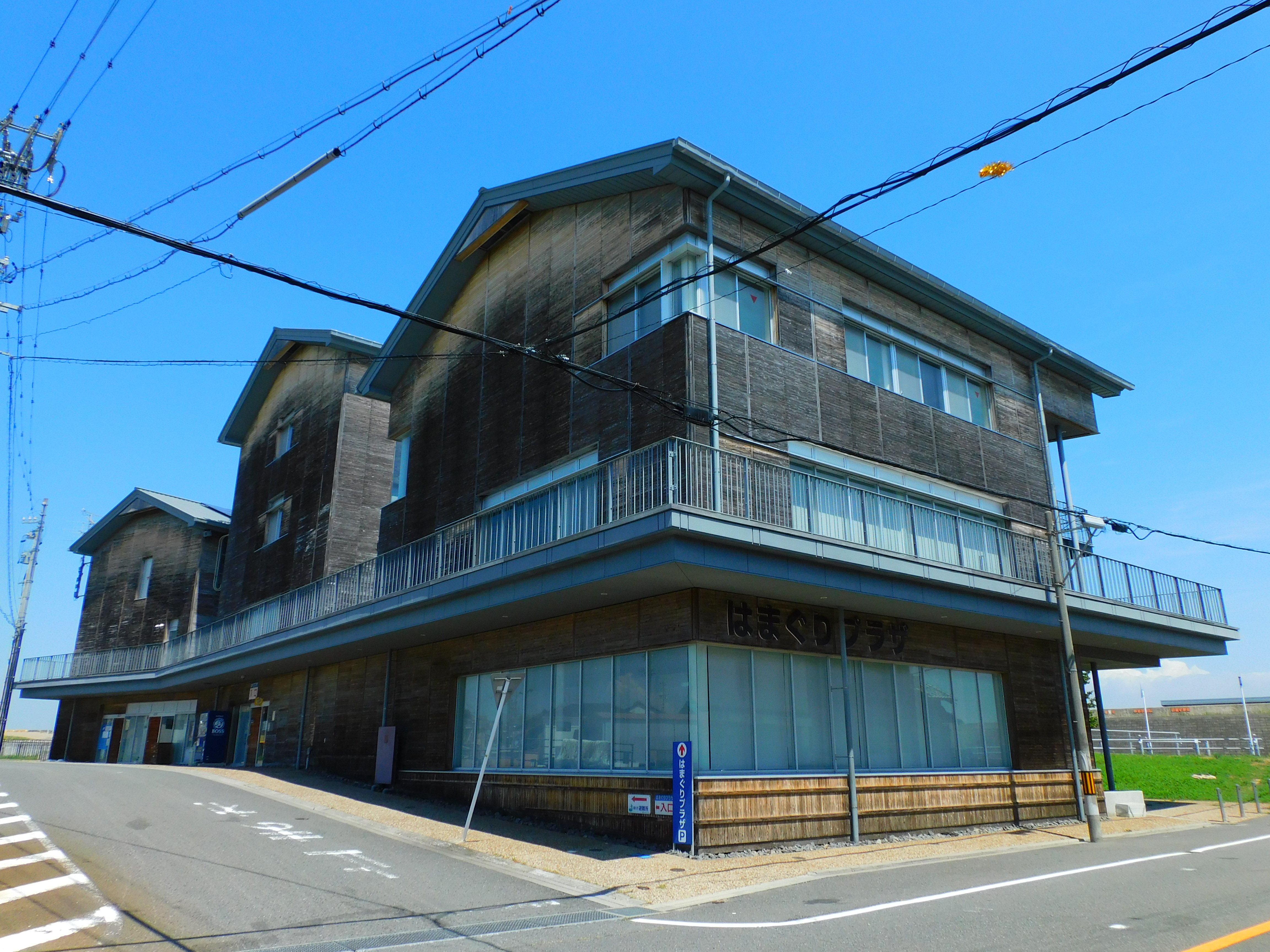
南西側から見た建物

建物は内藤廣建築設計事務所が設計したもので、第42回中部建築賞一般部門で入選した。地上4階建てで、川沿いの軟弱地盤に建設されたことから、軽量化のため、鉄骨構造にALCパネルを組み合わせた建物となった。外壁はALCパネルに杉板をかぶせている。
外観は周囲の漁村の家並みになじむよう、切妻屋根の建物が3棟並んでいるように見せているが、実際は1階でつながっている。2階部分は川の堤防と同じ高さで、そこにデッキを巡らせ、仮想の地表面を作り出し、3・4階にもデッキを設けている。内藤の当初案では、デッキは堤防まで伸び、車道をまたぐ橋があったが、実現しなかった。

## 周辺・交通
揖斐川・長良川の河口に隣接しており、これを望む展望デッキが設けられている。周辺部は漁村集落で、佃煮店が複数ある。
JR・近鉄・養老鉄道桑名駅から徒歩35分、三重交通桑名市内循環線または桑名市コミュニティバスに乗り、赤須賀バス停で下車、徒歩1分程度である。

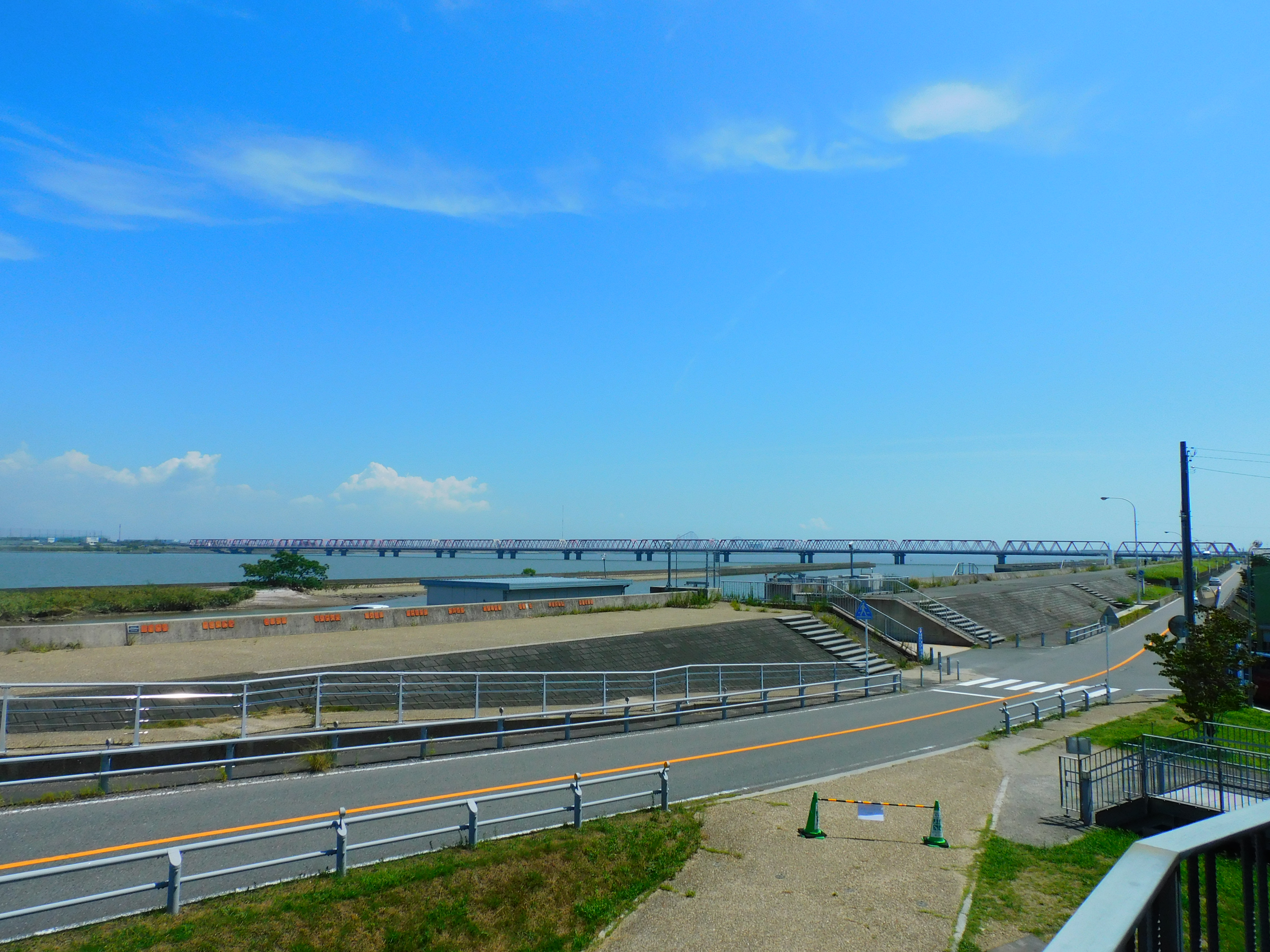
はまぐりプラザから見る揖斐川・長良川河口